# Краб-барабанщик
«Краб-барабанщик» (фр. Le Crabe-tambour) — французский фильм режиссёра Пьера Шёндёрффера, экранизация его одноимённого романа, вышедший в 1977 году. Прототип «Краба-барабанщика» Вильсдорфа — лейтенант флота Пьер Гийом, участник французских колониальных войн и член Секретной вооружённой организации.

## Сюжет
Французский капитан военно-морского флота, страдающий от рака лёгких, отправляется в последнее плавание: он сопровождает рыболовецкую флотилию до Большой Ньюфаундлендской банки. Из разговоров, которые он ведёт с судовым доктором и старшим механиком, становится понятно, что у него есть и личная цель — увидеться с бывшим сослуживцем, лейтенантом Вильсдорфом по прозвищу «Краб-барабанщик». Они вспоминают этапы жизненного пути Вильсдорфа. Он служил в Индокитае, где попал в плен к вьетнамцам, на пути во Францию был захвачен в рабство в Восточной Африке, а после того, как был выкуплен, стал одним из руководителей путча генералов 1961 года в Алжире. Постепенно проясняется, что капитан после путча предал Вильсдорфа. Вильсдорф командует одним из судов флотилии, но из-за непогоды капитану удаётся только обменяться с ним несколькими репликами по радиосвязи.

## В ролях
| Актёр         | Роль                                     |
| ------------- | ---------------------------------------- |
| Жан Рошфор    | Капитан                                  |
| Жак Перрен    | Вильсдорф («Краб-барабанщик»)            |
| Клод Риш      | Пьер (судовой доктор)                    |
| Жак Дюфило    | Старший механик                          |
| Орор Клеман   | Аврора                                   |
| Одиль Версуа  | Мадам                                    |
| Пьер Руссо    | Бабур                                    |
| Франсуа Дирек |                                          |
| Бруно Кремер  | Адъютант Вильсдорфа (не указан в титрах) |

## Оценки
Винсент Кэнби характеризует «Краба-барабанщика» как старомодное кино в том смысле, в каком можно назвать старомодным прославление чести и храбрости на войне в романтическом нарративе подобно романам Джозефа Конрада. Вильсдорф у Шёндёрффера — это не столько человек, сколько живущий в воспоминаниях миф, вечно молодой, улыбающийся, безупречный в своём мундире и не расстающийся с котом на плече. Отдельно критик отмечает работу оператора Рауля Кутара, соавтора главных фильмов французской новой волны, который в «Крабе-барабанщике» создал образ бурного зимнего океана и, по словам Кэнби, превзошёл самого себя. Михаил Трофименков называет работу Шёндёрффера «мужским и мужественным, строгим и скорбным кино».

## Награды и номинации
| Награда | Категория                           | Лауреаты и номинанты | Результат |
| ------- | ----------------------------------- | -------------------- | --------- |
| «Сезар» | «Лучший фильм»                      |                      | Номинация |
| «Сезар» | «Лучшая режиссёрская работа»        | Пьер Шёндёрффер      | Номинация |
| «Сезар» | «Лучшая мужская роль»               | Жан Рошфор           | Победа    |
| «Сезар» | «Лучшая мужская роль второго плана» | Жак Дюфило           | Победа    |
| «Сезар» | «Лучшая операторская работа»        | Рауль Кутар          | Победа    |
| «Сезар» | «Лучшая музыка к фильму»            | Филипп Сард          | Номинация |